# سیارک ۸۴۳۴
سیارک ۸۴۳۴ (به انگلیسی: 8434 Columbianus، نامگذاری:6571P-L) هشت هزار و چهارصد و سی و چهارمین سیارک کشف شده‌است که در ۲۴ سپتامبر ۱۹۶۰ کشف شد.
قدر مطلق سیارک برابر ۱۳٫۶۰ است.